# Armstrong (Ontario)
Armstrong (offiziell Township of Armstrong) ist eine Flächengemeinde im Nordosten der kanadischen Provinz Ontario. Sie liegt im Timiskaming District und ist ein Township mit dem Status einer Single Tier (einstufigen Gemeinde).
Die Gemeinde Armstrong geht zurück  auf die um 1900 errichtete Holzfällersiedlung Earlton, in welcher 1904 ein Postamt eröffnet wurde. 1921 wurde Earlton dann Bestandteil und Zentrum des neu gegründeten Township of Armstrong.

## Lage
Armstrong liegt im Norden der Provinz, von der östlich benachbarten Provinz Québec nur durch die Townships Hilliard und Brethour getrennt. Armstrong liegt etwa 160 Kilometer Luftlinie nördlich von North Bay bzw. etwa 420 Kilometer Luftlinie nördlich von Ottawa. Der Siedlungsschwerpunkt und die einzige größere Ansiedlung in der Gemeinde ist die Siedlung Earlton.

## Bevölkerung
Der Zensus im Jahr 2016 ergab für die Gemeinde eine Bevölkerungszahl von 1166 Einwohnern, nachdem der Zensus im Jahr 2011 für die Gemeinde noch eine Bevölkerungszahl von 1216 Einwohnern ergeben hatte. Die Bevölkerung hat damit im Vergleich zum letzten Zensus im Jahr 2011 entgegen dem Trend in der Provinz um 4,1 % abgenommen, während der Provinzdurchschnitt bei einer Bevölkerungszunahme von 4,6 % lag. Im Zensuszeitraum von 2006 bis 2011 hatte die Einwohnerzahl in der Gemeinde noch um 5,3 % zugenommen, während die Gesamtbevölkerung in der Provinz um 5,7 % zunahm.

### Sprache
In der Gemeinde lebt eine relevante Anzahl von Franko-Ontariern. Bei offiziellen Befragungen gaben rund 60 % der Einwohner an französisch als Muttersprache oder Umgangssprache zu verwenden. Auf Grund der Anzahl der französischsprachigen Einwohner gilt in der Gemeinde der „French Language Services Act“. Obwohl Ontario offiziell nicht zweisprachig ist, sind nach diesem Sprachgesetz die Provinzbehörden verpflichtet, ihre Dienstleistungen in bestimmten Gebieten auch in französischer Sprache anzubieten. Die Gemeinde selber gehört auch der Association française des municipalités d’Ontario (AFMO) an und fördert die französische Sprachnutzung ebenfalls auf Gemeindeebene.

## Verkehr
Armstrong wird in Nord-Süd-Richtung vom Kings Highway 11, welcher hier Teil des Trans-Canada Highways ist, durchquert. Eine Eisenbahnstrecke der Ontario Northland Railway führt durch die Gemeinde. Öffentlicher Personenverkehr wird durch die Ontario Northland Transportation Commission mit Busverbindungen zu verschiedenen anderen Orte angeboten.
Der örtliche Earlton (Timiskaming Regional) Airport (IATA-Code: YXR, ICAO-Code: CYXR, Transport Canada Identifier: ohne) liegt etwa 2 Kilometer westlich von Earlton im Zentrum der Gemeinde und hat zwei Start- und Landebahnen, von denen nur die längere mit 1828 Metern Länge asphaltiert ist.